# Agustín de Ahumada y Villalón
Agustín de Ahumada y Villalón (Ronda, 1715 circa – Città del Messico, 5 febbraio 1760) è stato un politico e militare spagnolo, viceré della Nuova Spagna dal 10 novembre 1755 al 5 febbraio 1760.

## Biografia
Ahumada y Villalón fu un ufficiale militare spagnolo che guadagnò fama durante le guerre in Italia. Raggiunse il grado di tenente colonnello nelle Guardie Reali. Era governatore della città di Barcellona al momento della nomina a capo del vicereame della Nuova Spagna.
Entrò a Città del Messico per assumere il nuovo incarico il 10 novembre 1755, e celebrò la designazione di Nostra Signora di Guadalupe quale patrona della Nuova Spagna (1756). Tentò di abolire le irregolarità del clero di Puebla (1756), quando fu coinvolto nella produzione di aguardiente, case da gioco e nella vendita di ordini sacri.
Intervenne nella causa legale che coinvolgeva il neo-scoperto deposito di argento a Nuevo León, tentando di prendere le difese dell'insediamento. Tentò di pacificare gli indiani di Coahuila, aiutato dal governatore Miguel Sesma. Proseguì i lavori di costruzione del sistema idrico e fognario di Città del Messico.
Mando aiuti nelle Filippine contro i non-cristiani, ed in Florida contro gli inglesi. Anche i francesi stavano tentando di stabilire alcuni porti sulla costa del Texas, mentre i pirati inglesi continuavano a minacciare le navi spagnole e gli insediamenti costieri dei Caraibi.
Oltre 1000 Comanche si ribellarono in Texas, effettuando numerose incursioni negli insediamenti dei non-indiani. Il viceré Ahumada mandò aiuti armati al presidio di San Sabás, nei pressi di San Antonio di Béjar, quando la città venne assediata dai ribelli. Il presidente ed altri cittadini vennero uccisi, ma i rinforzi giunti riuscirono a sedare la rivolta.
Nel 1757 l'esercito della Nuova Spagna era composto da 2897 uomini organizzati in 15 corpi formati da 61 compagnie. Le forze principali erano concentrate a Città del Messico ed a Veracruz, con piccoli gruppi da 7 a 100 soldati in vari luoghi del territorio.
Le miniere più produttive della colonia, in questo periodo, erano quelle di Bolaños, a Jalisco, e La Voladora, in Nuevo León. Quest'ultima era stata appena aperta.
Nel 1759 il vulcano El Jorullo nacque a Michoacán, nella hacienda di San Miguel del Jorullo, di proprietà di Andrés Pimentel. I ranch ed i villaggi circostanti vennero abbandonati. Il viceré si sforzò di trovare una sistemazione per tutti i rifugiati, la maggior parte indiani. Pagò molti soldi di tasca propria per riuscire ad aiutare tutti.
Il 10 agosto 1759 re Ferdinando VI di Spagna morì, dopo una lunga malattia dovuta alla morta della moglie l'anno precedente, e venne sostituito da Carlo III.
Il viceré Ahumada y Villalón morì nel suo ufficio, anch'egli dopo una lunga malattia. Venne sepolto nella chiesa di La Piedad. Dal momento che era solito usare il suo patrimonio per aiutare i meno fortunati lasciò la propria famiglia in povertà. Il ministero del Tesoro pagò per permettergli di ritornare in Spagna.
Venne sostituito dall'Audiencia, presieduta da Francisco de Echávarri, fino all'arrivo del successivo viceré, Francisco Cajigal de la Vega, che in precedenza ricopriva il ruolo di governatore di L'Avana.